# Symphony X
Symphony X – amerykańska grupa muzyczna założona przez gitarzystę Michaela Romeo wykonująca muzykę zaliczaną do metalu progresywnego. Debiutowała w 1994 albumem Symphony X. Zespół mocno inspirujący się mitologią antyczną.

## Historia grupy

### 1994–1995: Pierwsze dwa albumy
Na początku roku 1994 Michael Romeo (ex-Phantom’s Opera, ex-Gemini) nagrał własne demo zatytułowane The Dark Chapter, na którym grał z klawiszowcem Michaelem Pinella. Dzieło to przyciągnęło sporą uwagę. Wtedy to Michael Romeo postanowił wraz z basistą Thomasem Millerem, perkusistą Jasonem Rullo, wokalistą Rodem Tyleremi klawiszowcem Michaelem Pinnella założyć zespół. Ich pierwszy album Symphony X został nagrany w tym samym roku i wydany w Japonii przez dziś nieistniejącą wytwórnię Zero Corporation Label. Album został dobrze przyjęty zarówno w Japonii, jak i w Europie. Drugi album The Damnation Game pojawił się w sklepach 6 miesięcy później. Na tej płycie pojawił się już nowy wokalista Russell Allen, który wpłynął na styl grupy podkreślając klasyczną stronę Symphony X.

### 1997: The Divine Wings of Tragedy
The Divine Wings of Tragedy był albumem który dał grupie rozgłos w środowisku muzyki metalowej. Na albumie znalazł się 20-minutowy epicki utwór tytułowy i inne, które stały się wizytówką zespołu jak na przykład: „The Accolade” – w pierwszej wersji (druga wersja utworu znalazła się na albumie The Odyssey). Jest to 9-minutowa metalowa ballada. Jednak nagrywanie albumu zajęło sporo czasu (od 1996–1997). Album zyskał sobie pozytywne opinie wśród fanów i prasy specjalistycznej co wpłynęło na wzrost popularności grupy w Europie i Japonii.

### 1998: Twilight in Olympus
Pod koniec 1997 roku perkusista Jason Rullo był zmuszony tymczasowo opuścić zespół z powodu kłopotów osobistych. Jego miejsce zajął Thomas Walling. to z nim zespół nagrał album Twilight in Olympus wydany na początku 1998 roku. W tym roku można było również zobaczyć pierwsze koncerty na których gromadzili się fani z całego świata. Ich pierwszy oficjalny koncert miał miejsce w 1998 w Japonii. Była to część pierwszego światowego tournée grupy. W tym samym roku basista Thomas Miller został zastąpiony przez Michaela Leponda.
Pod koniec roku w sprzedaży ukazała się składanka zatytułowana Prelude to the Millennium. Obok utworów znanych już z poprzednich płyt studyjnych zespołu, pojawiła się wersja utworu „Masquerade” z pierwszego albumu. Jednak w tym utworze zamiast Roda Tylera zaśpiewał Russell Allen

### 2000: V: The New Mythology Suite
Jason Rullo powrócił do zespołu aby nagrać piąty album zatytułowany V: The New Mythology Suite. Był to pierwszy album grupy wydany przez znaną wytwórnię płyt progresywnych InsideOut Music. Zarazem był to pierwszy album koncepcyjny. Opowiada on o micie o Atlantydzie. Album zawiera znane kompozycje zespołu takie jak: „Communion and the Oracle”, „Egypt” oraz suita „Rediscovery” oraz wiele wstawek symfonicznych.
W 2001 roku zespół wydał swoją pierwszą płytę koncertową Live on the Edge of Forever. Znajduje się na niej zapis z koncertu w Paryżu który otwierał Europejską trasę koncertową zespołu.

### 2002: The Odyssey
W 2002 roku zespół wydał płytę The Odyssey. Znalazł się na nim tytułowy 24-minutowy utwór którego tekst opowiada o wydarzeniach zawartych w Odysei Homera.
W 2004 klawiszowiec Symphony X Michael Pinnella wydał album solowy Enter by the Twelfth Gate. Wokalista Russell Allen wydał album solowy Atomic Soul w lecie 2005. Na tym albumie Allen zaprezentował zupełnie inną muzykę niż Symphony X. Była to typowa hardrockowa płyta. W tym samym roku Allen nagrał płytę The Battle wraz z byłym wokalistą zespołu Masterplan Jørnem Lande pod szyldem Allen/Lande. Duet wydał kolejną płytę The Revenge 11 maja 2007 roku. W 2005 roku Symphony X brało udział w serii koncertów pod nazwą Gigantour wraz z Megadeth, Dream Theater i Anthrax. Dwa utwory Symphony X zagrane na Gigantour znalazły się na oficjalnym DVD i CD wydanym w październiku 2006.

### 2007: Paradise Lost

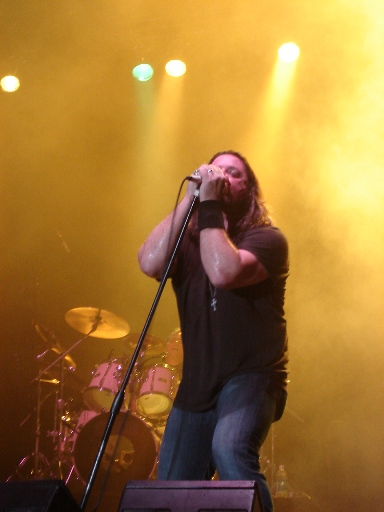
Russell Allen podczas koncertu w San Juan 27 maja 2007

Najnowsze dzieło zespołu nosi nazwę Paradise Lost i jest inspirowana poematem epickim Johna Miltona pod tym samym tytułem (Raj utracony). Światowa premiera albumu miała miejsce 26 czerwca 2007. Jest to album koncepcyjny. Płyta jest bardziej mroczna i cięższa niż poprzednie, lecz styl wokalu nie zmienił się zbytnio. Po raz pierwszy w historii zespołu do albumu dodano dodatkową płytę DVD na której przedstawiono historię zespołu. Wydanie z płytą jest dodatkowe. W związku z wydaniem płyty zespół wyruszył na trasę koncertową. Poza samodzielnymi występami, Symphony X będzie występowało w roli supportu przed Dream Theater. Podczas tej trasy Symphony X po raz pierwszy zagra w Polsce (2 października 2007).
Paradise Lost doszło do 123 miejsca na liście „Billboard Top 200 album chart” w USA sprzedając się w 6,300 kopiach w pierwszym tygodniu sprzedaży.
„Serpent’s Kiss” był pierwszym utworem zespołu, do którego nakręcony został teledysk. Klip został udostępniony 28 lipca 2007 roku. 11 stycznia 2008 roku ukazał się kolejny klip promujący tym razem utwór „Set the World on Fire”. Symphony X koncertowali w Południowej i Północnej Ameryce od października do listopada 2008 roku, a Azję odwiedzili w lutym roku 2009.

### 2011: Iconoclast
1 marca 2010 roku na oficjalnej stronie internetowej Symphony X pojawiła się informacja, że duża część nowego albumu została już nagrana, a Romeo i Allen pracują nad słowami utworów. Tytuł albumu i tematykę tekstów ujawniono 29 stycznia 2011 roku podczas wywiadu przeprowadzonego przez DJ JC Green z Metal Messiah Radio z Russellem Allenem: następca Paradise Lost został nazwany Iconoclast, a koncept liryczny ma opisywać „maszyny, przejmujące kontrolę nad wszystkim i całą tę technologię, która doprowadza społeczeństwo do upadku.”.
25 stycznia 2011 roku, Symphony X zagrali pierwszy koncert nowej trasy w Stuttgarcie, wykonując nowe utwory: „End of Innocence” i „Dehumanized”. Kilka dni później w Antwerpii zespół zagrał kolejny nowy utwór, „Heretic”, a w Londynie „Prometheus”.
25 marca 2011 roku, na stronach Nuclear Blast i Blabbermouth.net pojawiła się informacja, że najnowszy album Symphony X, Iconoclast, zostanie wydany 17 czerwca w Europie, a 21 czerwca w Ameryce Północnej, jako edycja standardowa i dwupłytowe wydanie specjalne.
Iconoclast zadebiutował na 76 miejscu w zestawieniu Billboard 200 w USA, sprzedając się w 7300 kopiach w pierwszym tygodniu. Wydawnictwo pojawiło się również na 7 miejscu w zestawieniu Top Hard Rock Chart, na miejscu 19 w zestawieniu Top Rock Chart oraz na 13 miejscu w Top Independent Chart.

## The Dungeon – Studio nagraniowe
The Dungeon to studio nagraniowe znajdujące się w domu gitarzysty Symphony X Michaela Romeo. Albumy The Divine Wings of Tragedy i V: The New Mythology Suite były tam częściowo nagrywane, a album The Odyssey był w pełni nagrany w The Dungeon. Produkcją materiału zajmuje się sam Michael Romeo. Symphony X wydało mnóstwo pieniędzy na modernizację The Dungeon.

## Muzycy
| Obecny skład zespołu - Michael Romeo – gitara, wokal wspierający (od 1994) - Michael Pinnella – instrumenty klawiszowe, wokal wspierający (od 1994) - Jason Rullo – perkusja (1994–1997, od 2000) - Russell Allen – wokal prowadzący (od 1995) - Michael LePond – gitara basowa, wokal wspierający (od 1998) |  | Muzycy koncertowi - John Macaluso – perkusja (od 2013) Byli członkowie zespołu - Thomas Miller – gitara basowa (1994−1998) - Rod Tyler – wokal prowadzący (1994) - Thomas Walling – perkusja (1998−2000) |

## Dyskografia
| Rok                            | Tytuł                                                                              | Pozycja na liście | Pozycja na liście | Pozycja na liście | Pozycja na liście | Pozycja na liście | Pozycja na liście | Pozycja na liście | Pozycja na liście |
| Rok                            | Tytuł                                                                              | USA               | NLD               | FRA               | AUT               | CHE               | FIN               | SWE               | DEU               |
| ------------------------------ | ---------------------------------------------------------------------------------- | ----------------- | ----------------- | ----------------- | ----------------- | ----------------- | ----------------- | ----------------- | ----------------- |
| 1994                           | Symphony X - Data: 1994 - Wydawca: Zero Corporation                                | –                 | –                 | –                 | –                 | –                 | –                 | –                 | –                 |
| 1995                           | The Damnation Game - Data: 6 listopada 1995 - Wydawca: InsideOut Music             | –                 | –                 | –                 | –                 | –                 | –                 | –                 | –                 |
| 1997                           | The Divine Wings of Tragedy - Data: 24 marca 1997 - Wydawca: InsideOut Music       | –                 | –                 | –                 | –                 | –                 | –                 | –                 | –                 |
| 1998                           | Twilight in Olympus - Data: 13 marca 1998 - Wydawca: InsideOut Music               | –                 | –                 | –                 | –                 | –                 | 37                | –                 | –                 |
| 2000                           | V: The New Mythology Suite - Data: 10 października 2000 - Wydawca: InsideOut Music | –                 | –                 | –                 | –                 | –                 | –                 | –                 | –                 |
| 2002                           | The Odyssey - Data: 4 listopada 2002 - Wydawca: InsideOut Music                    | –                 | –                 | 67                | –                 | –                 | –                 | –                 | –                 |
| 2007                           | Paradise Lost - Data: 26 czerwca 2007 - Wydawca: InsideOut Music                   | 123               | 59                | 60                | –                 | 61                | –                 | 39                | 50                |
| 2011                           | Iconoclast - Data: 17 czerwca 2011 - Wydawca: Nuclear Blast                        | 76                | 75                | 69                | 42                | 29                | 25                | 22                | 25                |
| 2015                           | Underworld - Data: 24 lipca 2015 - Wydawca: Nuclear Blast                          | 89                | 20                | 54                | 59                | 10                | 12                | 31                | 23                |
| „–” pozycja nie była notowana. |                                                                                    |                   |                   |                   |                   |                   |                   |                   |                   |

| Rok  | Tytuł                                                                            | Pozycja na liście |
| Rok  | Tytuł                                                                            | FRA               |
| ---- | -------------------------------------------------------------------------------- | ----------------- |
| 2001 | Live on the Edge of Forever - Data: 30 listopada 2001 - Wydawca: InsideOut Music | 145               |

| Rok  | Tytuł                                                                            |
| ---- | -------------------------------------------------------------------------------- |
| 1998 | Behind the Mask - Data: wrzesień 1998 - Wydawca: CNR Music                       |
| 1998 | Prelude to the Millennium - Data: 15 grudnia 1998 - Wydawca: Metal Blade Records |
| 2010 | Rarities and Demos - Data: lipiec 2005 - Wydawca: Church of the Machine          |

| Rok  | Tytuł                                                       |
| ---- | ----------------------------------------------------------- |
| 1994 | Dance Macabre - Data: 1994 - Wydawca: brak (wydanie własne) |